# Elezioni regionali in Campania del 1990
Le elezioni regionali in Campania del 1990 si tennero il 6-7 maggio.

## Risultati elettorali
| Liste                                                  | Voti      | %     | Seggi |
| ------------------------------------------------------ | --------- | ----- | ----- |
| Democrazia Cristiana (DC)                              | 1.325.686 | 40,83 | 25    |
| Partito Socialista Italiano (PSI)                      | 616.681   | 18,99 | 12    |
| Partito Comunista Italiano (PCI)                       | 542.496   | 16,71 | 10    |
| Partito Socialista Democratico Italiano (PSDI)         | 161.022   | 4,96  | 3     |
| Movimento Sociale Italiano - Destra Nazionale (MSI-DN) | 159.787   | 4,92  | 3     |
| Partito Repubblicano Italiano (PRI)                    | 155.550   | 4,79  | 3     |
| Lista Verde (LV)                                       | 86.847    | 2,67  | 2     |
| Partito Liberale Italiano (PLI)                        | 81.484    | 2,51  | 1     |
| Verdi Arcobaleno (VA)                                  | 43.201    | 1,33  | 1     |
| Antiproibizionisti sulla Droga                         | 28.430    | 0,88  | -     |
| Democrazia Proletaria (DP)                             | 26.538    | 0,82  | -     |
| Lista Pensionati                                       | 10.249    | 0,32  | -     |
| Lega Sud Campania                                      | 7.501     | 0,23  | -     |
| Nuovo Partito Popolare (NPP)                           | 1.164     | 0,04  | -     |
| Totale                                                 | 3.246.636 |       | 60    |

| Riepilogo dei seggi | Riepilogo dei seggi | Riepilogo dei seggi | Riepilogo dei seggi | Riepilogo dei seggi | Riepilogo dei seggi | Riepilogo dei seggi |
| ------------------- | ------------------- | ------------------- | ------------------- | ------------------- | ------------------- | ------------------- |
|                     |                     |                     |                     |                     |                     |                     |
| PCI                 | 10                  | ▼ 4                 |                     | PSI                 | 12                  | ▲ 3                 |
| PSDI                | 3                   | ━                   |                     | VA                  | 1                   | Nuovo               |
| LV                  | 2                   | ▲ 1                 |                     | PRI                 | 3                   | ▲ 1                 |
| DC                  | 25                  | ▲ 1                 |                     | PLI                 | 1                   | ━                   |
| MSI-DN              | 3                   | ▼ 2                 |                     | DP                  | 0                   | ▼ 1                 |